# Tadej Brate

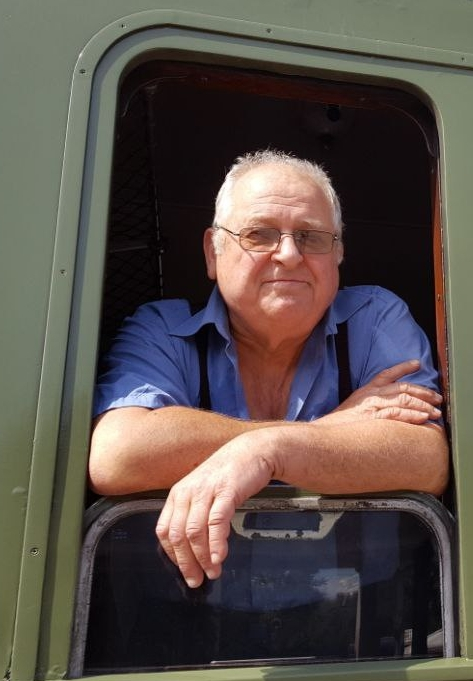
Tadej Brate anlässlich der Feierlichkeiten zum Jubiläum 160 Jahre Südbahn

Tadej Brate, manchmal auch Tadej Braté, (* 31. März 1947 in Ljubljana; gestorben am 11. Januar 2022 ebenda) war ein slowenischer Industriearchäologe und Sachbuchautor.

## Herkunft
Seine Mutter war Frančiška Brate, geb. Trojar. Der Vater Franc Brate war in einem Handelsunternehmen tätig. Tadej war schon als Kind ein Liebhaber des Eisenbahnwesens.

## Ausbildung
Auf eigenes Betreiben sandten ihn seine Eltern als Lehrling nach Wien, um dort in der Wiener Lokomotivfabrik praktische Fertigkeiten zu erlernen. Aus dieser Zeit stammte sein erstklassiges Deutsch mit dem für Akademiker ungewöhnlichen Soziolekt Wiener Arbeiter.
Von 1961 bis 1965 besuchte er ein Technisches Gymnasium für Maschinenbau.
1971 schloss Tadej Brate ein Studium an der Fakultät für Maschinenbau der Universität Ljubljana ab. In den 1990er-Jahren ermöglichte ihm sein Arbeitgeber ein ergänzendes Studium in Großbritannien. 1997 absolvierte Brate einen Masterstudiengang für Industriearchäologie an der Universität Birmingham.
Im Jahr 2014 wurde er nach Vorlage einer Dissertation über Waldbahnen in Slowenien an der Biotechnischen Fakultät der Universität Ljubljana promoviert und erwarb somit ein Doktorat für Forstwirtschaft.

## Berufliches
Von 1984 bis zu seinem Ruhestand war er beim Slowenischen Institut für den Schutz des Natur- und Kulturerbes als Spezialist für Industriearchäologie tätig. Seine Forschungsarbeit konzentrierte sich auf jugoslawische und slowenische Eisenbahngeschichte, er war aber auch in anderen Gebieten der Technikgeschichte fachlich und publizistisch tätig, namentlich etwa Bergbau, Hüttenwesen, Brückenbau und Eisenbahnarchitektur.

## Weitere Aktivitäten

Triebwagen 5 der Straßenbahn Ljubljana, 1990 noch in Brates Vorgarten, fotografiert von seinem Schweizer Kollegen Hans-Peter Bärtschi

Brates großes Interesse galt auch der ehemaligen Straßenbahn Ljubljana. Er gilt als Retter des im Technischen Museum Sloweniens auf Schloss Bistra ausgestellten Straßenbahnwagens aus der Ursprungszeit dieses Betriebes – an der Restaurierung war er selbst maßgeblich und handwerklich beteiligt.

## Familie
Tadej Brate war verheiratet bzw. in seinen letzten Lebensjahren verwitwet. Er war Vater eines Sohnes.

## Trivia
Brate begann Lokomotiven zu fotografieren, als in Jugoslawien noch Fotografierverbot für Eisenbahnanlagen galt. Er berichtete in späteren Jahren gerne von Eulenspiegeleien junger Jahre, um – wenn er erwischt wurde – unerwünschten Folgen zu entgehen. Meist hatte er – eigenen Worten zufolge – mit der Strategie Erfolg, sich als geistig minderbemittelte Person darzustellen.
Am Telefon meldete sich Brate bei österreichischen Freunden gerne lachend mit „Servus. Da ist der Jugo!“ – Jugo steht hier für eine umgangssprachliche, meist abwertende, Bezeichnung für jugoslawische Gastarbeiter im Österreich der Wirtschaftswunderjahre.

## Medien
Der öffentlich-rechtliche Fernsehsender Radiotelevizija Slovenija erstellte eine umfangreiche Dokumentation zu Leben und Wirken von Tadej Brate. Die Erstausstrahlung war am 20. Juli 2014 (in slowenischer Sprache).

## Werke
Brate war ein sehr produktiver Autor und publizierte hauptsächlich auf Slowenisch. Einige seiner Bücher und Beiträge sind auf Deutsch erschienen:
- Zgodovina slovenskih železnic na razglednicah: Die Geschichte der slowenischen Eisenbahnen auf Ansichtskarten. Hermagoras, 2013, ISBN 978-3-7086-0741-2.
- mit Bernhard Studer, Alfred Luft u. a.: Mit Dampf durch Italien (= Bahn im Bild, Band 102). Verlag Pospischil, Wien 1979.
- Die Dampflokomotiven Jugoslawiens. Verlag Slezak, Wien 1971, ISBN 3-900134-01-4.
- Von Graz südwärts nach Laibach. In: Gerhard M. Dienes (Hrsg.): Die Südbahn. Vom Donauraum zur Adria (Wien – Graz – Marburg – Laibach – Triest). Leykam, Graz/Wien 1987, ISBN 3-7011-7178-5, S. 52–58.

Auf Slowenisch (Auswahl):
- Ljubljanski tramvaj včeraj, danes, jutri = Ljubljana tramway yesterday, today, tomorrow. Tehniški muzej Slovenije, 1997, ISBN 961-90361-3-1.
- Zgodovina mestnega prometa v Ljubljani. LPP d.o.o., 2005, ISBN 961-91685-0-X.
- Ljubljanski mestni promet v slikah. Kmečki glas, 2008, ISBN 978-961-203-343-9.

Auf Englisch:
- The Steam Locomotives of Yugoslavia. Verlag Slezak, Wien 1971, ISBN 3-900134-02-2.
- The Last Steam Locomotives in Slovenia. Kmečki glas, 2006.

Sein Buch über die Lokalbahn Triest–Parenzo erschien sowohl auf Slowenisch als auch auf Italienisch und Englisch:
- Parenzana – železnica za vse čase. 2007.
- Parenzana – the railway for all times. 2007.
- Parenzana – La ferrovia per sempre. 2007.